# Zizi
Zizi – według „Sumeryjskiej listy królów” czwarty władca należący do dynastii z Mari. Dotyczący go fragment brzmi następująco:
„Zizi (z Mari), pilśniarz, panował przez 20 lat”